# Tiziano Crudeli
Tiziano Crudeli (Forlì, 24 de junho de 1943) é um jornalista italiano.

## Biografia

### Infância
Tiziano nasceu na cidade de Forlì em 24 de junho de 1943. Quando criança apaixonou-se pelo futebol por causa de seu irmão mais velho. Passa a ser fã do time de Forlì (onde assiste a partidas do jovem Sandro Ciotti), e depois começa a torcer pelo Milan.
Aos 12 anos muda-se para Milão, devido à morte prematura de seus pais.

### Carreira
Tiziano foi chefe do Gabinete de Imprensa do Comitê Regional Lombardo e da Federação Italiana de Tênis e também ocupou o cargo de diretor da revista de Tênis e Lombard Il Giornale del Tênis. Ele tem realizado programas de tênis para TVCi e TV Globo.
Entre 2002 e 2006 são famosos os duetos de Tiziano com seu amigo, "inimigo" Elio Corno, e em seguida, juntamente com ele, Tiziano completa a sua transmissão dos negócios para outros esportes, Direct Step, da rede 7Gold, primeiro realizado por Giorgio Micheletti e atualmente por Giovanna Martini e Fulvio Giuliani. Também colabora com o jornal Il Giorno e revistas Forza Milan.
Em 28 de dezembro de 2006 pediu demissão da Telelombardia e mudou-se para Itália 7 Ouro, outra emissora local, juntamente com Elio Corno.
Também, por poucos anos, torna-se o diretor editorial do semanário desportivo Sprint Sports & Sydney, que cobre o futebol amador da série D da Chicks, na Lombardia. Nesse jornal, possui um papel específico semanalmente.

#### Exposição

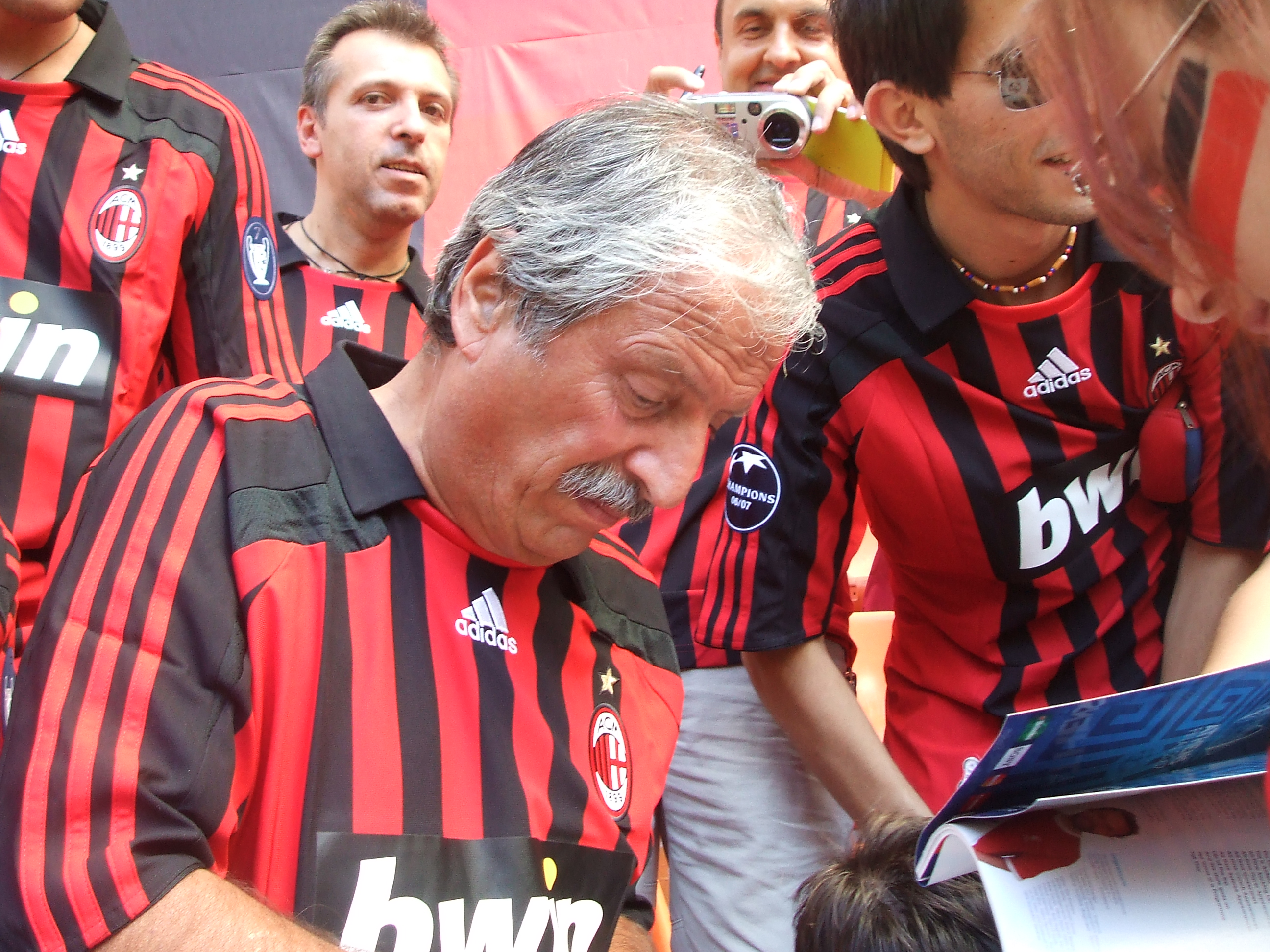
Tiziano Crudeli

O jornalista tornou-se conhecido no Brasil em 2012 ao ser mostrado durante o programa diário da Rede Globo Globo Esporte como um torcedor fanático do Milan: sempre que sai um gol de seu time, Tiziano grita, berra e até pula de alegria devido a esse gol.